# Giulio Ascoli
Giulio Ascoli (Trieste, 20 de janeiro de 1843 — Milão, 12 de julho de 1896) foi um matemático italiano.